# Zjombolok
De Zjombolok (Russisch: Жомболок) of Zjom-Bolok is een rivier in Oost-Siberië. De Zjombolok is een zijrivier van de Oka en heeft lengte van 60 kilometer.
De rivier ontspringt in de Oostelijke Sajan uit een gletsjer uit het meer Boersagaj-Nuur. De bovenloop werd gevormd door een lavastroom. De Zjombolok stroomt eerst als een kleine bergrivier door een nauw dal naar het zuidwesten, en buigt vervolgens af naar het oostnoordoosten. In de buurt van de monding wordt de rivier breder. In de buurt van het meer Olon-Noer verbreedt de riviervallei zich tot 800 à 1000 meter, hetgeen oploopt tot 1500 à 2000 meter in de benedenloop. De rivierbedding zelf heeft een breedte van 10 tot 12 meter, die bij stroomversnellingen zich vernauwt tot ongeveer 5 meter. In de zomer bedraagt de gemiddelde watertemperatuur 8 tot 10°C. De monding van de rivier ligt op ongeveer 60 kilometer van de plaats Orlik.